# オーデルゲム
オーデルゲム（仏: Auderghem [odəʁɡem]）、アウデルヘム（蘭: Oudergem [ˈʌudərɣɛm] ( 音声ファイル)）は、ベルギーのブリュッセル首都圏地域に属する19の基礎自治体の一つ。ブリュッセル首都圏地域の南東部、ソワヌの森(フォレ・ド・ソワヌ)の入口に位置しているため、自然環境は良好である。大通りによって町は隔てられているものの、自然的、歴史的に重要エリアは比較的保存されている。エリア内には日本人が比較的多く住んでおり当該自治体に住む外国人の数としては2番目に多い。ブラッセル日本人学校が町の西部に位置している。